# سيحوت

تعديل مصدري - تعديل

سيحوت هي مدينة يمنية تتبع محافظة المهرة، بلغ تعداد سكانها 2581 نسمة حسب الإحصاء الذي أجري عام 2004.

## الأحياء والحارات
| الحارة | عدد المساكن | عدد الأسر | الذكور | الأناث | الإجمالي |
| ------ | ----------- | --------- | ------ | ------ | -------- |

حي 14 أكتوبر _4800نسمه _1250اسره _2300ذكر و 2500اناث
حي الوحدة _3600نسمه_1800اسره_2000ذكر و 1600اناث
حي الثورة _1400نسمه _500اسره _500ذكر و 900 إناث
حي الشهداء _2000نسمه _431اسره _1200ذكر و 800 إناث.